# Бабичево (Медынский район)
Бабичево — деревня в Медынском районе Калужской области, входит в  сельское поселение «Деревня Глухово».
Расположено на реке Мисида. Рядом — Фетинино и Новое Левино.

## Население
| 2002 | 2010 |
| ---- | ---- |
| 0    | →0   |

## История
В 1782 году пустошь Бабичева принадлежит Авдотье Александровне Зиновьевой, князю Василию Ивановичу Долгорукому и князю Александру Александровичу Урусову.
К 1859 году значилась как владельческая деревня 1-го стана Медынского уезда и насчитывала 9 дворов и 97 жителей. После реформ 1861 года вошла в Глуховскую волость. К 1914 году население возросло до 137 человек.